# Camalaú
Camalaú is een gemeente in de Braziliaanse deelstaat Paraíba. De gemeente telt 5.959 inwoners (schatting 2009).